# Wincenty Pugacewicz
Wincenty Pugacewicz (ur. 1 sierpnia 1934 w Dziadkowicach, zm. 2 lutego 2019 w Białej Podlaskiej) – polski duchowny prawosławny, ksiądz mitrat Polskiego Autokefalicznego Kościoła Prawosławnego.

## Życiorys
Był synem Guriasza i Anny. Jego ojciec był diakonem. W 1954 ukończył Prawosławne Seminarium Duchowne w Warszawie. W maju 1955 wstąpił w związek małżeński z Neoniłą Laszewicz, zaś 12 czerwca tego samego roku przyjął święcenia diakońskie, a 10 lipca z rąk metropolity warszawskiego i całej Polski Makarego (Oksijuka), przyjął święcenia kapłańskie. Początkowo po święceniach był wikariuszem w parafii w Wólce Wygonowskiej, a następnie w latach 1956–1958 wikariuszem w parafii Zaśnięcia Najświętszej Maryi Panny w Kleszczelach. W latach 1958–1983 sprawował funkcję proboszcza parafii św. Apostoła Jana Teologa w Terespolu nad Bugiem. W międzyczasie w 1972 ukończył studia teologiczne w Chrześcijańskiej Akademii Teologicznej w Warszawie. W latach 1983–2005 sprawował funkcję proboszcza parafii Świętych Cyryla i Metodego w Białej Podlaskiej, posiadającej do 1993 także filię w Nosowie. Jednocześnie w latach 1989–2005 pełnił funkcję dziekana Okręgu Bialskopodlaskiego diecezji lubelsko-chełmskiej oraz w latach 1989–1994 kapelana więziennego. Przez krótki czas na przełomie lat 1993/1994 ks. Pugacewicz sprawował także opiekę duszpasterską nad parafią Świętej Trójcy w Siedlcach. W trakcie kiedy pełnił funkcję proboszcza parafii w Białej Podlaskiej, między innymi wzniesiono cerkiew i rozbudowano plebanię. W 1999 otrzymał prawo do noszenia mitry. Do 2005 był także kapelanem szpitala w Białej Podlaskiej. Od końca 2005 do śmierci w 2019 był rezydentem parafii w Białej Podlaskiej.
W momencie poprzedzającym śmierć był najstarszym kapłanem diecezji lubelsko-chełmskiej PAKP. Zmarł 2 lutego 2019 w szpitalu w Białej Podlaskiej. Obrzędowi pogrzebu ks. Pugacewicza przewodniczył arcybiskup lubelski i chełmski Abel (Popławski).

## Wybrane odznaczenia
- Złoty Krzyż Zasługi (2005)[1]
- Srebrny Krzyż Zasługi[1]
- Medal św. Marii Magdaleny II stopnia z ozdobami (2004)[1]
- Medal św. Marii Magdaleny II stopnia (1997)[1]
- Medal św. Marii Magdaleny III stopnia (1989)[1]
- Medal „Zasłużony dla Tolerancji” (2018)[1]
- Srebrna Odznaka „Za zasługi w pracy penitencjarnej”[1]